# 老君乡
老君乡，是中华人民共和国四川省达州市宣汉县下辖的一个乡镇级行政单位。

## 行政区划
老君乡下辖以下地区：
彩云社区、紫云村、龙凤村、铁尖村、石门村、古楼村、垭豁村、排马村和双坪村。